# Cúp quốc gia Scotland 1919–20
Cúp quốc gia Scotland 1919-20 là mùa giải thứ 42 của giải đấu bóng đá loại trực tiếp uy tín nhất Scotland. Chức vô địch thuộc về Kilmarnock khi đánh bại Albion Rovers trong trận Chung kết.

## Bán kết
| Albion Rovers | v | Rangers  |
| ------------- | - | -------- |
|               |   | Paterson |

| Kilmarnock | v | Greenock Morton |
| ---------- | - | --------------- |
|            |   |                 |

### Đá lại
| Rangers | v | Albion Rovers |
| ------- | - | ------------- |
|         |   |               |

#### Đá lại lần 2
| Albion Rovers | v | Rangers |
| ------------- | - | ------- |
|               |   |         |

## Chung kết
| Kilmarnock             | v | Albion Rovers      |
| ---------------------- | - | ------------------ |
| Culley · Short · Smith |   | Watson · Hillhouse |